# سوکث
سوکث (به لاتین: Sukth) یک منطقهٔ مسکونی در آلبانی است که در استان دراج واقع شده‌است.